# Fleet Foxes
Fleet Foxes est un groupe de Seattle composé de cinq membres dont Robin Pecknold, son chanteur. 
Le groupe définit lui-même sa musique comme un mélange "baroque harmonique pop". Basé entre rock et folk, le groupe travaille particulièrement les mélodies mais aussi les harmonies vocales.

## Biographie
Robin Pecknold et Skyler Skjelset se sont rencontrés au Lake Washington High School (en), où ils sont vite devenus amis, partageant la même passion pour des musiciens comme Bob Dylan et Neil Young. Ils commencent rapidement à jouer ensemble, se produisant notamment dans les bars des environs.
Ils adoptent d'abord le nom "The Pineapples"; mais celui-ci étant déjà été pris, Pecknold décide de le changer pour "Fleet Foxes". Pecknold est le principal auteur-compositeur, chanteur et guitariste, et le groupe s’agrandit de quelques membres.
Ils se font vite remarquer par le producteur Phil Ek, qui les aide à enregistrer leur premier EP (vendu à seulement 50 exemplaires).
Avec leur popularité croissante, ils enregistrent un nouvel EP : Sun Giant, qui est un succès à la fois critique et commercial. Après Sun Giant, un premier EP, le quintet sort un premier album éponyme le 3 juin 2008 chez le label indépendant Sub Pop (Bella Union pour l'Europe). L'album contient ainsi des chansons aux structures à la fois complexes et limpides si bien qu'on a parfois l'impression d'entendre deux chansons en une. Le magazine rock américain Rolling Stone crédite le disque de 4 étoiles, le comparant aux Beach Boys, à Band of Horses, ou Crosby, Stills & Nash.
En tournée depuis le printemps 2008, le groupe a notamment joué avec Wilco, I Shall Be Released de Bob Dylan, en soutien à la campagne présidentielle de Barack Obama.
En février 2009, le groupe a refusé une offre de contrat de la part de Virgin Records, qualifiant "d'anti-musique" les majors. Tout en préparant un nouvel album, il continue de tourner  dans des festivals en Europe et aux États-Unis.
Le 1er février 2011, le groupe met en ligne et en téléchargement légal gratuit le premier single éponyme de leur second album, Helplessness Blues. L'album est sorti le 3 mai, on y trouve 12 nouveaux titres dont le fameux single.
En janvier 2012, le batteur Josh Tillman quitte le groupe pour se lancer dans une carrière solo, sous le nom de 'Father John Misty'. Peu de temps après, Christian Wargo (basse, chants) et Casey Wescott (claviers, guitare, chant) sortent un album sous le nom de 'Poor Moon'. Leur influence est très proche des sonorités de Fleet Foxes.
Le 15 juin 2013 et après plus d'un an d'absence, des photos d'instruments et matériel informatique apparaissent mystérieusement sur leur compte Facebook (vidé de toutes leurs anciennes publications). Sobrement intitulées 'Step One' et 'Step Two' elles laissent supposer l'enregistrement d'un nouvel album. Mais Robin déclare plus tard qu'il s'agissait d'un album trop prématuré selon lui.
Le 23 avril 2014, Robin Pecknold annonce sur la page Facebook du groupe qu'il s'est inscrit à l'université, n'ayant pas eu l'occasion d'avoir un diplôme universitaire. Il continue cependant en parallèle à composer et écrire.
Le 18 mai 2016, Robin confirme sur sa page Instagram qu'un album est prévu pour l'année 2017. Il postera par la suite de nombreuses photos et vidéos, accompagné de Skyler, confirmant ainsi ses propos. Leur nouvel album, Crack Up, sort le 16 juin 2017.
Le groupe sort un nouvel album intitulé Shore le 22 septembre 2020. Pour cet album, le seul membre du groupe qui a participé à l'enregistrement est Robin Pecknold, notamment à cause du confinement lié à la pandémie du covid-19. À sa sortie, Shore a été un succès critique. L'album a été nommé aux Grammy Awards dans la catégorie du meilleur album de musique alternative.
Le 6 décembre 2021, Fleet Foxes a annoncé la sortie d'un album live intitulé A Very Lonely Solstice, un album acoustique enregistré le jour du solstice d'hiver dans l'église St. Ann & The Holy Trinity de Brooklyn.

## Membres du groupe
- Robin Pecknold (guitare, chant)
- Skyler Skjelset (guitare, mandoline)
- Casey Wescott (claviers, mandoline, chant)
- Christian Wargo (basse, guitare, mandoline, chant)
- Neal Morgan (Batterie, chant)
- Morgan Henderson (violon, contrebasse, guitare, flûte traversière, clarinette, percussions, chant)

## Albums studio
- Fleet Foxes (CD et Double LP) (3 juin 2008) Sub Pop: #67 US, #11 UK, #51 Allemagne, #51 Italie, #14 Norvège
- Helplessness Blues (3 mai 2011) Sub Pop
- Crack-Up (16 juin 2017) Nonesuch Records
- Shore (22 septembre 2020)

## Singles et EP
- Fleet Foxes (EP)|Fleet Foxes (EP) (2006) autoproduit
- Sun Giant (EP) (25 février 2008) Sub Pop/Bella Union
- White Winter Hymnal (7", digital) (21 juillet 2008) Sub Pop/Bella Union
- He Doesn't Know Why (digital) (20 octobre 2008) Sub Pop/Bella Union
- Mykonos (7", digital) (27 janvier 2009) Sub Pop/Bella Union
- Helplessness Blues (7", digital) (1er février 2011) Sub Pop/Bella Union